# Diecezja Jiangmen

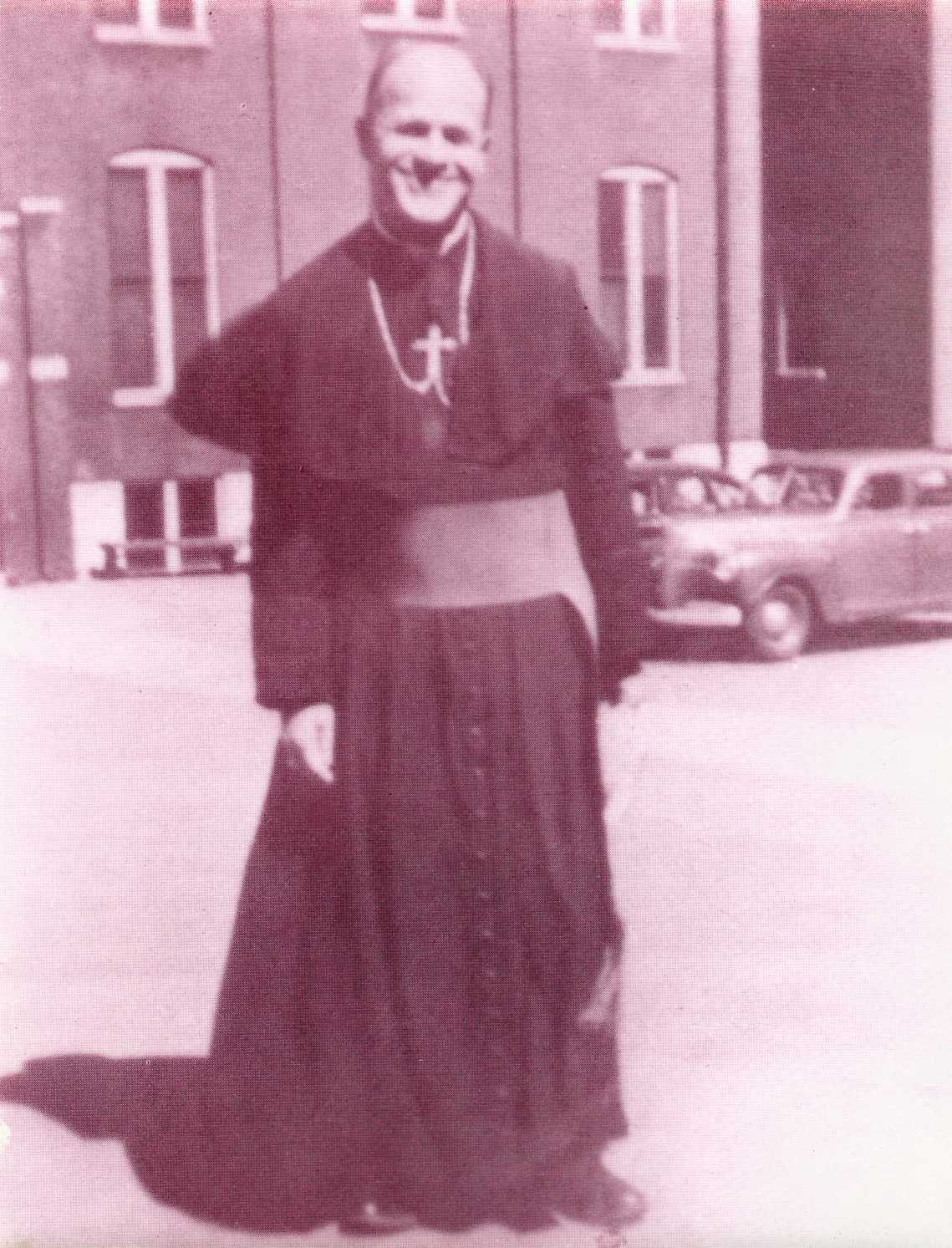
bp Adolph John Paschang

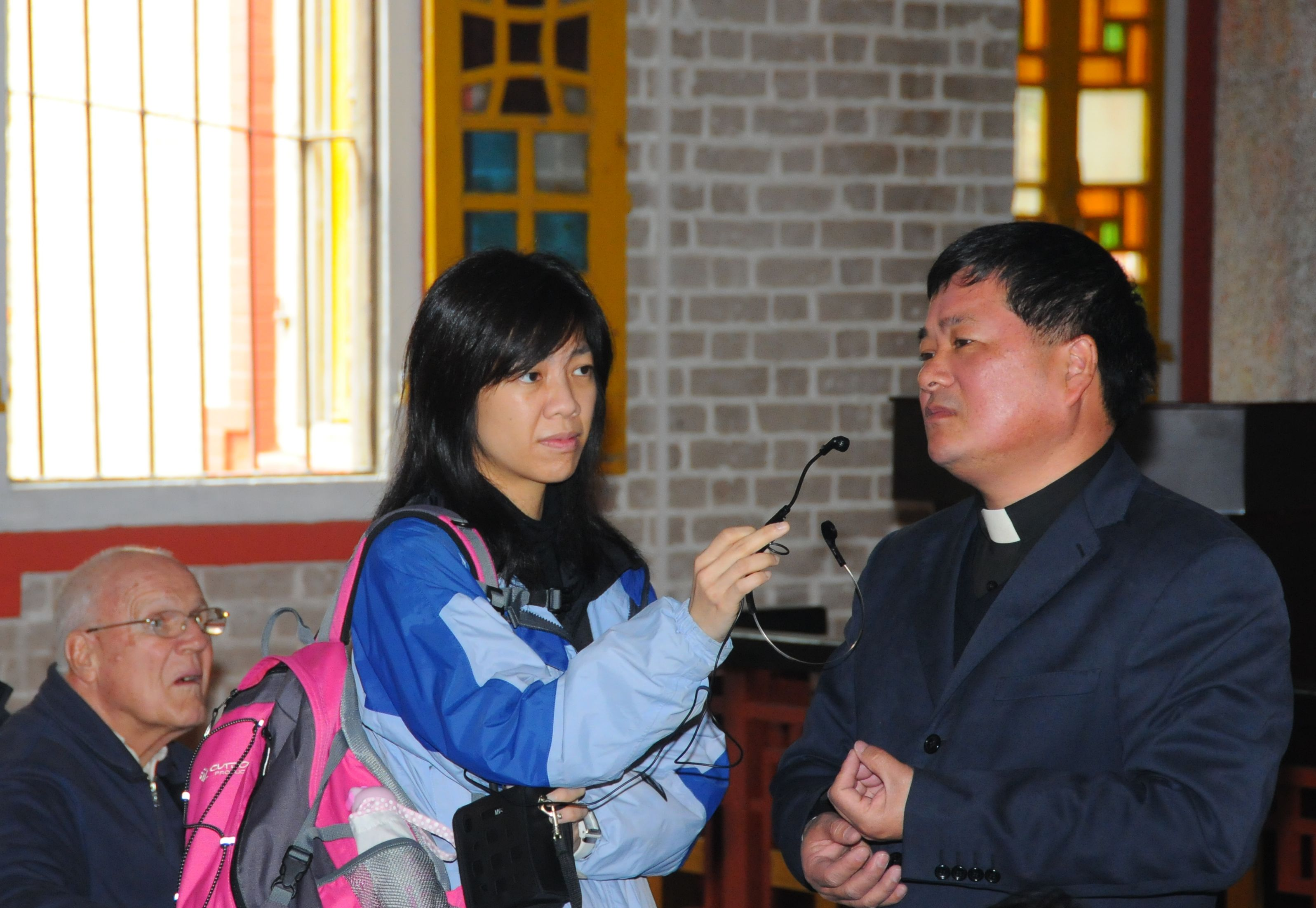
bp Paul Liang Jiansen

Diecezja Jiangmen (łac. Dioecesis Chiammenensis chiń. 天主教江门教区) – rzymskokatolicka diecezja ze stolicą w de iure w Jiangmenie, a de facto w Zhongshan w prowincji Guangdong, w Chińskiej Republice Ludowej. Biskupstwo jest sufraganią archidiecezji kantońskiej. Do diecezji należy wyspa Shangchuan, na której w 1552 roku zmarł św. Franciszek Ksawery.
W diecezji służy 26 sióstr zakonnych.

## Historia
31 stycznia 1924 papież Pius XI brewe Ut aucto erygował prefekturę apostolską Jiangmen. Dotychczas wierni z tych terenów należeli do wikariatu apostolskiego Shantou (obecnie diecezja Shantou).
3 lutego 1927 prefektura apostolska Jiangmen została podniesiona do rangi wikariatu apostolskiego.
W wyniku reorganizacji chińskich struktur kościelnych dokonanej przez papieża Piusa XII 11 kwietnia 1946 wikariat apostolski Jiangmen podniesiono do godności diecezji.
Z 1950 pochodzą ostatnie pełne, oficjalne kościelne statystyki. Diecezja Jiangmen liczyła wtedy:
- 8 292 wiernych (0,2% społeczeństwa)
- 37 księży
- 38 sióstr zakonnych
- 21 parafii.

Od zwycięstwa komunistów w chińskiej wojnie domowej w 1949 diecezja, podobnie jak cały prześladowany Kościół katolicki w Chinach, nie może normalnie działać.
W latach 1981–2007 diecezją rządził mianowany przez Patriotyczne Stowarzyszenie Katolików Chińskich antybiskup.
Obecnie biskupem Jiangmen jest Paul Liang Jiansen. Jest on uznawany za legalnego biskupa zarówno przez Stolicę Apostolską jak i rząd pekiński. Jednak bp Liang Jiansen również spotykają szykany ze strony władz, np. w 2011 został przez przedstawicieli władz w nocy wywleczony z domu w celu do wzięcia udziału w nielegalnej (z kościelnego punktu widzenia) sakrze biskupiej.

## Ordynariusze

### Wikariusze apostolscy
- James Edward Walsh MM[5] (1927 – 1936) następnie mianowany przełożonym generalnym Zgromadzenia Misji Zagranicznych z Maryknoll
- Adolph John Paschang MM[5] (1936 - 1946)

### Biskupi
- Adolph John Paschang MM (1946 - 1968 de facto do 1952)
- sede vacante (być może urząd sprawował biskup(i) Kościoła podziemnego) (1968 - 2011)
- Paul Liang Jiansen (2011 - nadal)

### Antybiskup
Ordynariusze mianowani przez Patriotyczne Stowarzyszenie Katolików Chińskich nieposiadający mandatu papieskiego:
- Peter Paul Li Panshi (1981 - 2007).